# ЛГБТ флаг
ЛГБТ флагът или още флаг на дъгата и флаг на гордостта е символ на гордостта на хомосексуалните и трансджендър (ЛГБТ общността) и ЛГБТ социални движения и е в употреба от 70-години на 20 век. Цветовете отразяват разнообразието в ЛГБТ общността и флагът често се използва като символ да гордостта в ЛГБТ шествията, парадите, както и протестите за ЛГБТ права. Той идва от САЩ, но днес се използва международно, като е нарисуван от художника Гилбърт Бейкър през 1978. Дизайнът претърпява няколко ревизии, заради наличността на платове за цветовите фрагменти. От 2008 най-честия вариант е с шест ленти, обикновено хоризонтални, като червената е най-отгоре и цветовете са подредени, така че да приличат на естествена дъга.
Оригиналните значения на отделните цветове според създателя Бейкър са: imat problemi
| розов: сексуалност        |
| червен: живот             |
| оранжeв: здраве           |
| жълт: светлина            |
| зелен: природа            |
| тюркоазен: магия/изкуство |
| индиго: ведрина/хармония  |
| виолетов: дух             |

## Други флагове
Освен ЛГБТ флага или Флагът на дъгата има още два прайд флага. Това са бисексуалният прайд флаг и прайд флагът на транссексуалните хора. 